# 突撃! ヒューマン!!
『突撃! ヒューマン!!』（とつげき ヒューマン）は、1972年10月7日から同年12月30日まで日本テレビ系で全13話が放送された公開録画の変身ヒーロー番組。毎週土曜日午後7時30分から午後8時に放送された。

## あらすじ
大学の体操コーチとして高名だった岩城淳一郎は、突然辞意を表明し、子供たちの身体を鍛え、怪獣や悪の侵略者軍団と戦う力を身に付けさせるべく、全国の小学校を巡回する旅に出る。実は淳一郎の正体はヒューマン星から来た宇宙人で、宇宙から迫りくる未知の脅威を察知していたのだった。そして淳一郎の予言通り、キングフラッシャー率いるフラッシャー軍団による地球侵略が開始された。岩城は、全国を回って子供たちを鍛えつつ、ピンチになると超人・ヒューマンに変身し、キングフラッシャーの率いる怪獣たちと戦っていく。その戦いには、『怪獣新聞』の記者・星山ルミ子、カメラマンの平井安兵衛、そして兄・淳一郎を追う弟の淳二郎も協力する。
淳二郎のサポートを受けて、淳一郎＝ヒューマンはついにキングフラッシャーを倒した。しかし続いて出現したグランドフラッシャーによって重傷を負わされ戦闘不能となる。淳一郎に代わって変身した淳二郎は、ヒューマン2号としてグランドフラッシャーに立ち向かった。やがて、ミラクルゾーンと呼ばれる異次元空間で傷を癒したヒューマン1号も戦線復帰し、2人のヒューマンはグランドフラッシャーとの最終決戦に臨む。

## 概要
日本テレビが空前の変身ブームを受け、当時絶大な人気を誇っていた『仮面ライダー』（東映、毎日放送）に対抗する番組として企画したもの。その元になったのは西崎義展と初めて出会った時に藤川桂介が考えた特撮物で実現不可能になっていた企画で、成田亨が「作ったキャラクターをそのままにしておきたくない」と色々動き映像化されることになった。企画当初の作品タイトルは『強人！スカイダー』だった。
配役面でも日本テレビ側は当初、この「打倒・仮面ライダー」との意気込みから主人公・岩城淳一郎役として、『仮面ライダー』の劇中アクションを担当していた殺陣集団である大野剣友会の中村文弥に出演要請している。しかし、中村は「仲間の出ている番組の敵にまわりたくない」として、これを断った。 このため、日本テレビでは主役オーディションを行い、前年5月末までグループ・サウンズ「オックス」に在籍し、解散後ミュージシャンから俳優に転身したばかりだった新人、夏夕介を抜擢した。このオーディションには、新人時代の松田優作も参加しており、夏は「身長も高く、声も通るため、ひと際目立つ存在だった」と語っている。
本作品の最大の特徴は、同時期に放送されていたTBSの 『8時だョ!全員集合』などのバラエティ番組、歌番組に代表される、「舞台の公開録画」というスタイルをとったヒーロー番組、という点である。「異星人のヒーローが地球のために侵略者と戦う」という基本的なストーリー設定は、変身ブームのなか多数放送されたヒーロー番組と大きな違いはないため、特撮ヒーローに分類されているが、「火や水が使用できないステージショー」で映像演出に頼ることができないという制約のなか、特撮らしい演出よりも、イリュージョンなどのステージマジックの手法やスモーク、装置や照明など、この当時の最新の舞台技術が用いられており、あくまで「舞台劇」である。上演・収録は関東地方の各市民会館などで行われた。
毎回の基本プロットは「体操教師・岩城淳一郎の体操教室をキングフラッシャーの操る怪獣が襲撃し、〈人体切断〉、〈串刺し〉やロッカーを使った〈消失〉〈人体交換〉などのステージマジックを使って子供たちや仲間たちを拉致したり危害を加える。すると、岩城がそれを阻止するため反撃、戦闘員との絡みの後、怪獣やキングフラッシャーによってピンチに陥る。ここで、ヒューマンに変身するのに必要な『ヒューマン・サイン』によるヒューマン・コールを客席の子供たちや視聴者に呼びかけ、観客が皆ヒューマン・サインを回し始め、コールを送る。そして、岩城が変身ポーズ → ステージ上が暗転 → 暗転の中、客席後方からステージ袖や書き割りに向かって張られたワイヤーを、スポットライトを浴びた〈滑車付きの飛び人形〉がラジコン操作で滑り降りて行く → フラッシュライトの閃光の後、照明の戻ったステージ上には岩城に代わってヒューマンが登場、格闘の末、必殺技で怪獣を倒す」という流れだった。
毎回、番組のオープニングとエンディングにはコロムビアゆりかご会の子供たちと観客とで主題歌が歌われ、提供クレジット、CM明けには舞台上の出演者と観客の子供たち全員で「ヒューマン準備体操」を踊るのが恒例だった。番組全体の進行は基本的に山田康雄によるナレーションによって進められたが、場面によってはレギュラー出演者が進行を務める場合もあった。また、中盤のCM前後や番組の最後では客席最後部に設けられたカプセル状の小ステージからキングフラッシャー（またはグランドフラッシャー）が現れ、今回決行する作戦や次回に向けての野望を子供たちにおどろおどろしく語りかける場面があった。
基本的には公演中にNGが発生してもそのまま進行させ、終了後にNGの部分を撮り直し編集してから放送していた。
最終回のエンディングでは出演者全員で、ビリーバンバンの『さよならをするために』を披露し、客席と大合唱している。
この時期のヒーロー番組としては後発であるがゆえに、「公開番組」という放映形態で様々な試みを行ったが、歌番組やバラエティ以外での公開録画、映像的な特殊効果のない舞台劇のヒーローという、ある意味斬新なスタイルが、特撮ヒーロー番組に馴染んだ視聴者にはあまり受け入れられず、肝心の「体操教師」という設定や「ヒューマン準備体操」も活かすことができないまま、放映は1クールで打ち切られた。
主演の夏は後に『仮面ライダー』の主役、本郷猛 / 仮面ライダー1号役の藤岡弘と『特捜最前線』（東映、テレビ朝日）で、一文字隼人 / 仮面ライダー2号役の佐々木剛と『黒帯風雲録 柔』（ユニオン映画、NTV）、『宇宙鉄人キョーダイン』（東映、毎日放送）でそれぞれ共演している。『特捜最前線』で藤岡と共演した際には「裏番組でしたが負けました」と語ったという。また、ヒロイン役の田中好子は番組開始時、スクールメイツを経て、既に伊藤蘭、藤村美樹と「キャンディーズ」を結成していたが、本作品の後は『8時だョ!全員集合』のアシスタントなどを経て、本格的なレコード・デビューは1973年9月1日である。
本作品の制作会社「モ・ブル」はこの番組の制作にあたって、各種デザインや特技全般を請け負うためにデザイナーの成田亨が設立した会社であり、本作品の著作権も成田が所持していた。成田の死後は、著作権は「Eternal Universe/NTV」名義となっている。劇中アクションを担当したのは、『ウルトラマン』（円谷プロ、TBS）でウルトラマンのスーツアクターを務めた古谷敏が設立した怪獣アトラクション会社のビンプロモーションで、本作品は同社にとって初めて担当したテレビ番組だった。ビンプロモーションは、番組終了後もキャラクターの衣装・ぬいぐるみの管理を行い、各地のデパートや催事場、商店街などでアトラクション興行を継続した。
放映開始に伴って、小学館の学年別学習雑誌にも漫画が連載されていたが、番組が1クールで終了したことや、ヒューマン1号の処遇が戦死から復活へと二転三転したことなどから、最終回は「2号がグランドフラッシャーを倒してヒューマン星に帰る」、「2号が単独でグランドフラッシャーを倒す」、「ダブルヒューマン最後の戦い」、「見開きによるヒューマン2号の紹介のみ」など、学年によって内容が異なっていた。
不発に終わった「ヒューマン」という作品そのものについて、後年、成田は「考えさせられることが多かった」「特撮を単なる見世物にしてしまった」と語っている。

## 映像について
再放送は本放送の終了直後に一度だけ行われたが、その後は再放送やCS放送されることもなく、ソフト化もされていない。
この理由については、番組がVTR収録だったために放送用媒体として貴重なビデオテープを再利用する必要があることから、再放送後に別番組が上書きで録画され、マスターテープが消失した可能性が指摘されており、ソフト化や再放送の見通しはまったく立っていない。
本作品のショーは各地で開催されており、宮城県内の大型スーパー屋上や郊外のレジャー施設などで行われた『ヒューマン』ショーの様子が偶然にもアマチュアカメラマンによって撮影されており、その8ミリフィルムが2009年になって発見された。この映像を収めたDVDは、同年12月23日に『懐かしのせんだい・みやぎ映像集　昭和の情景』として発売されており、番組の映像が残っていない事にも言及されている。

## 登場キャラクター

### ヒューマン
岩城 淳一郎 / ヒューマン1号
大学体操部の高名な体操コーチだったが、怪獣や悪の組織に狙われる地球の子供たちを鍛えるために大学を辞し、体育教師として全国の小学校を巡っている。
その正体はヒューマン星からやって来た宇宙人で、会場の子供たちや視聴者が回す「ヒューマン・サイン」による「ヒューマン・コール」のエネルギーで変身する。第10話で一度倒されるが、ミラクルゾーンと呼ばれる亜空間で身体を癒し、第11話で復活する。
- 脚本では、ヒューマン2号と同時に登場するシーンで「ヒューマン1号」と表記されている。

岩城 淳二郎 / ヒューマン2号
ヒューマンの弟。兄を追って旅を続けるが、淳一郎となかなか再会できなかった。設定の不統一があり、当初は兄がヒューマンであることを知らず、宇宙人としての立場も描かれていなかった。第9話のキングフラッシャーとの最終決戦では、兄の正体を承知しており、戦いの中で淳一郎をサポートした。ヒューマンになる能力はなかったが、第10話で淳一郎が倒された時、兄の激励と子供たちの「ヒューマン・コール」でヒューマン2号に変身した。変身後の姿はヒューマン1号が白が基調なのに対して、赤を基調とした配色となっており、マスクの赤と青が反転している、目のくぼみに放射状のモールドが刻まれている、体側にラインがある、ベルトのバックルの形が異なるなどの違いがある。
デザイン・造形
主役のヒーロー「ヒューマン」や怪獣のデザインは、『ウルトラマン』や『ウルトラセブン』（ともにTBS、円谷特技プロ）のヒーロー・怪獣デザインで知られる成田亨が担当した。本作品では、成田は他にも仕掛け小道具など、美術全般を受け持っている。
成田はヒューマンのデザインを「集大成」と称しており、頭部の突起がウルトラマンやウルトラセブンと似通っていたり、目の形が『ウルトラマン』に登場するザラブ星人と同じ「菱形の凹表現」であるなど、『ウルトラマン』や『ウルトラセブン』など、成田が担当した作品のキャラクターとの共通点が見られる。また成田は「舞台での上演」という特徴を考慮して、ステンレス鋼をヒューマンの仮面素材に使用するなど、意欲的なキャラクター創りを行っている。金属感を強調したヒーローとしてのウルトラセブンのマスクに不満だった成田にとって、ステンレスを使用したヒューマンの光り輝くマスクの出来栄えは会心の作であり、「第1話を観て思わず『カッコイイ!』と快哉を叫んだ」とも述懐している。ヒューマンのステンレス製マスクは、劇中用とアトラクション用の2種作られており、アトラクション用は劇中用のものより一回り大きい。このマスクは、非常に舞台映えする半面、何よりもその「重さ」が難点だったという。
2024年5月21日放送分の『開運!なんでも鑑定団』にて、関係者から譲り受けたというヒューマンのマスクが鑑定に出され、本物であるという鑑定結果が下された。
ヒューマン・サイン
主人公の体操教師・岩城淳一郎がヒューマンに変身するためには、会場にいる子供たちが「ヒューマン・サイン」というボール紙製の円盤を指で回し、「ヒューマン・コール」という声援を送ることで発生するエネルギーが必要との設定で、ステージと会場、テレビ番組、視聴者の一体化が図られた。
この円盤（ヒューマン・サイン）は、裏・表が赤と青になっており、岩城が登場している場面でヒューマンに変身させるためには「ヒューマンサイン・レッド（赤）」を、岩城が登場していない場面でヒューマンの登場を呼ぶ際には「ヒューマンサイン・ブルー（青）」をステージに向けて回す決まりだった。この「ヒューマン・サイン」は、会場で来客者である子供たちに配られたほか、小学館の幼児向け雑誌や学年別学習雑誌、主題歌シングルの付録にもなっていた。赤い面には主題歌「突撃ヒューマン」の歌詞、青い面には劇中歌「ヒューマン準備体操」の歌詞が掲載されていた。
ヒューマンの登場シーンでは、客席後方からステージに向かってワイヤーが張られており、「滑車仕掛けでヒューマン人形が客席の子供たちの頭上を滑空してきて、そのまま舞台袖やセットの書き割りに消え、目くらましのフラッシュとともに岩城の立ち位置にヒューマンが現れる」という演出が毎回施されていた。

### フラッシャー軍団
キングフラッシャー
ドクロ星雲の侵略者。フラッシャー軍団や怪獣を率いて子供たちを襲う。第1話から第9話まで登場した。銀色の髑髏のような顔をしている。
会場の観客席の最後部にカプセル状の司令席が設けられており、姿を現わしたり、指令を下す際にスポットライトが浴びせられる演出となっていた。
フラッシャー
フラッシャー軍団の戦闘員。昆虫の複眼のような巨大な眼と触覚のついた顔（スーツアクターの口が露出している）を持つ軍団兵。毎回子供たちの下に現れ、ロッカー式の入れ替え手品、滑り台で溶解液に落させるなど、さまざまな舞台装置で子供たちを苦しめたり、頭の複眼部を子供たちの頭に取り付け、少年フラッシャーにしてしまう。軍団の登場場面では照明を暗転し、不気味さを強調するという演出が行われた。リーダー格の1名が部下のフラッシャーや怪獣たちに直接命令を下すことで、ショーの進行役を担っていた。歴代戦闘員が総登場した最終回では、レッドアイと区別するためフラッシャーブルーアイと呼称されていた。
フラッシャーレッドアイ
フラッシャーが強化改造された姿。途中からフラッシャーに代わって登場した。名前の通り、頭部の複眼が赤くなっている。
グランドフラッシャー
ヒューマンに倒されたキングフラッシャーの後任。第10話から第13話まで登場した。
フラッシャーブラックマスク
グランドフラッシャー配下の戦闘員。菱形の頭部を持つ。やはりリーダー格が進行役である。
怪獣
ほぼ毎回1話につき複数体の新怪獣が登場するため、全13話であるにもかかわらず、他の特撮作品での約2クール分に匹敵する24匹の怪獣が登場した。怪獣のぬいぐるみは舞台映えを考慮してボリューム感が求められ、舞台ならではの斬新なデザインが多く採り入れられ、巨大感と動きやすさを両立させるため、ヘリウムを注入したバルーンなども多用されている。 本作品に登場した「ジャイロック」や「キングタコラス」などの怪獣はその後、『行け! グリーンマン』（東宝、日本テレビ）にも登場している。

## ヒューマンの50の秘密
脚本の藤川は、脚本家毎にヒューマンの能力がバラバラになってしまうのを避けるため、ヒューマンの能力や敵の能力についての細かな決まりを作った印刷物を配布し、設定の統一を図った。なお、この時点でヒューマンには弟がいると40番目に書かれている。
1. ヒューマンとは銀河の彼方、M第四惑星のヒューマン星から、緑の星地球の子供が、安易にヒーローを求め、練磨を忘れかけているのに心を痛め、愛と勇気と力を持った人にしようと、地球にやって来た。
2. 地球では岩城淳一郎と名のり、体操コーチとして各地を廻わって子供と接している。
3. 岩城は唐手、柔道、合気道をはじめ武芸百般に通じ、スポーツに至っては不可能なものはない。
4. 岩城には予知能力があり、危機を察知する。
5. 岩城が変身する時は二つある。ヒューマン・サイン・ブルーで、子供がヒューマンを呼ぶ時と、ヒューマン・サイン・レッドで変身する時である。前者の場合、太陽エネルギーを利用して変身して飛来するが、その有効期間はごく短い。後者の場合は、子供のエネルギーを吸収して変身するので、プラスαが加わった感じで、その戦斗力も増し、長期戦にも耐え得る。
6. ヒューマンは計算能力抜群で、円周率を一秒間に0.3億ケタまで計算する。
7. ヒューマンの記憶力は、百科辞典をひとめくりしただけで、全ての内容を覚えてしまう。
8. ヒューマンは、相手の唇の動きを見て、何を話しているかを読みとることが出来る。
9. ヒューマンの耳は、富士山頂で羽の落ちるのを、東京で聞きとることが出来る。
10. ヒューマンの耳は、1000ホーンの中で耐えられ、蚊の飛ぶ音を選別出来る。
11. ヒューマンの目は顕微鏡的で、1万倍のレンズともいわれる。
12. ヒューマンの目は、10キロ離れた人のボタンが取れているのを発見出来る。
13. ヒューマンの目の透視力は、地中に埋まる古墳を発見出来る。
14. ヒューマンの眼光は、一瞬のうちに相手を倒すショック光線を放つことが出来る。
15. ヒューマンの目は、高速度な物をスローモーション化出来る。例えば、弾丸などの攻撃も、スローモーション化してしまい防禦することが出来る。
16. ヒューマンの力は、霞ヶ関ビルを持ち上げて運ぶことが出来る。
17. ヒューマンには、物質を変化させる力がある。例えば、鉛筆を手裏剣にすること、紐が鞭になることなど。
18. ヒューマン・エアー・カットとは、手の高速回転によってその場を真空状態にし、敵を突然倒すことである。
19. ヒューマン・ストッパーとは、構えて相手を突き出して磁力波を送り、動き廻るものを一瞬にしてその場に釘づけにしてしまう。
20. ヒューマン・フィンガー・クロスとは、人差指を十字に組んで相手に向け、意のままに動かすことが出来る。
21. ヒューマン・ビームとは、その胸から発する光子光線で、ヒューマンの必殺技である。
22. ヒューマン・ソウル・キャッチャーとは、握手するうちに、相手が悪人であっても一時的に魂を置き変えることが出来る。
23. ヒューマンの跳躍力は、ノン・ステップで東京タワーをひと飛び出来る。
24. ヒューマンは天井も壁も平地の歩行と同じように歩行出来る。
25. ヒューマンの走力は、新幹線の三倍の速さを持つ。
26. ヒューマン・バイブレイターとは、相手をゆさぶって、バラバラ、ガタガタにすることが出来る。
27. ヒューマンは、ヒューマン・イオン効果で、怪我や病気を治すことが出来る。
28. ヒューマンは、敵の怪光線を防ぐために、ヒューマン・バリヤを張る。
29. ヒューマンは、海底2千メートルの水圧にも耐る、3日3晩もぐり続けていられる。
30. ヒューマンの泳力は、太平洋を3時間で泳ぎ切ってしまう。
31. ヒューマンは、3000度の火力にも耐え得る。
32. ヒューマンは、高速回転によって龍巻きを起し、敵を巻き込み、空へ突き上げてしまう。
33. ヒューマンは、三体に分身することが出来る。
34. ヒューマンは、瞬間的に透明化することが出来る。
35. ヒューマン・バックルは、ヒューマンのテレポーテーション・エネルギー源になっている。
36. ヒューマン・パンチは、岩石を一発で粉微塵にする力を持っている。
37. ヒューマンは、両手を大きくゆっくり廻して空中の静電気を集めて強力なエネルギー化して攻撃武器にすることが出来る。
38. ヒューマン・三段打ちとは、足で蹴るのと、ボディ・アッパーの攻撃を一瞬のうちにやって相手を倒すもの。
39. ヒューマン・瞬間移動攻撃とは、Aに突進して倒した瞬間、別の方向の敵へ移動して倒すことである。
40. ヒューマンには、ヒューマンの弟がいる。彼は今、ヒューマンに代わって、ヒューマン星の平和を監視している。もし、ヒューマンに万一のことがあれば、代わりに地球へやって来るだろう。
41. ヒューマンは念力を持つが、体力の消耗が激しいので、滅多には使えない。
42. ヒューマン・ショルダー・スタンツ・キックとは、敵の肩の上に一瞬のうちに立ち、首を蹴る必殺技である。
43. ヒューマンの本分は、人間自身による悪との戦いを援助することであり、何でもかんでも直ぐに変身して戦うことはしない。
44. 岩城ならびにヒューマンは、子供が大好きである。
45. ヒューマンの戦斗力も無限ではない。そのエネルギーは3分が限界である。
46. ヒューマンの手袋は、空中へ投げると鳩の如く飛び、絶体絶命の時に、弟を呼び出す時に使う。
47. ヒューマンのブーツは、宇宙繊維で出来ているので、非常に軽く、動けば動くほど重量感を失う。
48. ヒューマンの頭脳は、コンピューター同様で、長時間連続の思考にも耐え得る。
49. ヒューマンの生命は、頭についたシンボライザーによって支えられている。従って、それを破壊された時は、彼の死を意味する。
50. ヒューマンは、宇宙オリンピックの全種目優勝者である。

## スタッフ
出典：『宇宙船』Vol.36（1987年6月号・朝日ソノラマ） p.50
- 企画演出：白井荘也
- ディレクター：須沼望、神戸文彦、重松修
- 脚本：藤川桂介、雪室俊一、上原正三、田村丸
- 美術監督：成田亨
- 舞台監督：阿川柊郎
- 音響効果：後藤正和
- MA効果：ドン宮島
- 音声：武井勝昭
- ヴィデオ：浴田
- 技斗：古谷敏（ビンプロモーション）、姫野昭児
- タイムキーパー：野島牧子
- キャラクター制作：成田亨（モ・ブル）
- テーププロデューサー：後藤達彦
- 制作：中村公一、田中正雄（ユニオン）
- 音楽演奏：森岡賢一郎、高橋達也と東京ユニオン
- デザイン：志村靖夫、田原英一
- 振付：西条満
- 進行：佐々木欣一
- 特殊効果：荒井博
- 照明：橋爪義親
- 主題歌：「突撃ヒューマン」
- 挿入歌：「ヒューマン準備体操」
  - 作詞：高瀬タカシ / 作曲・編曲：森岡賢一郎 / 歌：コロムビアゆりかご会、トマトケチャップ、（セリフ）夏夕介（レーベル：コロムビアレコード）
- 制作協力：モ・ブル
- 制作：日本テレビ、ユニオン映画

## キャスト
- 岩城淳一郎 / ヒューマン1号：夏夕介
- 岩城淳二郎 / ヒューマン2号：西島明彦
- 星山ルミ子：田中好子
- 平井安兵衛：八代駿
- 花輪恭子：荒巻啓子
- ヒューマン：須藤義男（ビンプロ）
- フラッシャー、フラッシャーレッドアイ、ブラックマスク：沢りつお
- クイーンフラッシャー、フラッシャーピンクマスク：影山美紀
- キングフラッシャー / グランドフラッシャーの声：村越伊知郎
- フラッシャー軍団：ビンプロ
- ナレーター：山田康雄

## 放送リスト
出典：『宇宙船』Vol.36（1987年6月号・朝日ソノラマ） p.50
| 話数 | 放送日   | サブタイトル                    | 脚本                                   | 登場怪獣                       | 収録日   | 収録場所         |
| ---- | -------- | ------------------------------- | -------------------------------------- | ------------------------------ | -------- | ---------------- |
| 1    | 10月7日  | ヒューマンて何だ                | 藤川桂介                               | ジャイロック カブトンガ        | 9月23日  | 川口市民会館     |
| 2    | 10月14日 | 怪獣シビレッタ3千匹！           | 雪室俊一                               | シビレッタ ザリゾン            | 9月30日  | 上尾市民会館     |
| 3    | 10月21日 | 血を吸う！怪獣ドラゴンダ        | 上原正三                               | ドラゴンダ                     | 10月7日  | 土浦市民会館     |
| 4    | 10月28日 | 空飛ぶ怪獣ブランカー！          | 田村丸                                 | ブランカー シビレゴン          | 10月14日 | 江東公会堂       |
| 5    | 11月4日  | 殺せ!! 怪獣レッドロック         | 藤川桂介                               | レッドロック セグロ1号         | 10月21日 | 足利市民会館     |
| 6    | 11月11日 | 怪人ゲジルの死!!                | 藤川桂介                               | キングタコラス ゲジル          | 10月28日 | 府中市民会館     |
| 7    | 11月18日 | 怪人メガヘルツ テレビ局を爆破!! | 藤川桂介 田村丸 （脚色・しらいそうや） | メガヘルツ ブルゲリラ          | 11月4日  | 草加文化市民会館 |
| 8    | 11月25日 | 魔の少年フラッシャー!!          | 藤川桂介                               | ギャロン ダンケット ドロク星人 | 11月11日 | 渋谷公会堂       |
| 9    | 12月2日  | キングフラッシャーの最期        | 田村丸                                 | バリンガー 再生怪獣軍団        | 11月18日 | 柏市民文化会館   |
| 10   | 12月9日  | 英雄ヒューマンの最期!!          | 藤川桂介                               | ストック ギリンガ              | 11月25日 | 大宮市民会館     |
| 11   | 12月16日 | 帰ってきたヒューマン！          | 上原正三                               | スパイダー ダンバラキ          | 12月2日  | 川口市民会館     |
| 12   | 12月23日 | ヒューマン兄弟大活躍！          | 上原正三                               | ガラメドン ギルドギラ          | 12月9日  | 江東公会堂       |
| 13   | 12月30日 | さようならヒューマン            | 藤川桂介                               | アントギラス インパルス        | 12月16日 | 府中市民会館     |

## 放送局
- 土曜 19:30 - 20:00
  - 日本テレビ（制作局）
  - 札幌テレビ[17]
  - 青森放送 [18]
  - テレビ岩手 [18]
  - 秋田放送 [18]
  - 山形放送 [18]
  - 宮城テレビ[18]
  - 福島中央テレビ [18]
  - 北日本放送[19]
  - 福井放送[19]
  - 山梨放送[20]
  - 名古屋テレビ[21]
  - よみうりテレビ[22]
  - 日本海テレビ[23]
  - 山口放送[24]
  - 四国放送[25]
  - 西日本放送[26]
  - 南海放送[24]
  - 高知放送[24]
  - 福岡放送[27]
  - テレビ大分[28]
- 土曜 18:00 - 18:30
  - テレビ静岡（1973年2月時点、遅れネット）[29]

## 漫画
小学館の学習雑誌に連載
- 小学一年生 1972年12月号-1973年2月号　作画：蛭田充
- 小学二年生 1972年12月号-1973年2月号　作画：江原伸
- 小学三年生 1972年11月号-1973年3月号　作画：菅原わたる
- 小学四年生 1972年11月号-1973年2月号　作画：藤原修
- 小学五年生  1972年11月号-1973年2月号　作画：大村公正